# カネノナルキ
カネノナルキ（金のなる木、学名: Crassula ovata）は、ベンケイソウ科クラッスラ属の多肉植物。正式には、クラッスラ・ポルツラケア（英: Crassula portulacea）といい、園芸名では、カゲツ（花月）とも呼ぶ。和名はフチベニベンケイ（縁紅弁慶）であるが、あまり使われない。
英語ではジェイドプラント(jade plant)、マネーツリー(money tree)、ダラープラント(dollar plant)などといい、葉が硬貨に似ているのが名前の由来である。日本では栽培業者が五円硬貨の穴を頂芽に通して固定し、若枝が硬貨の穴を通ったまま成長するようにして硬貨がなったように見せかけ、一種の縁起物的な販売方法をとったため、「金のなる木」や「成金草」の園芸名で俗称されることが多くなった。

## 分布
南アフリカ東部原産で、ナミビア、アフリカ東部、マダガスカルに分布する。日本では昭和初期に渡来した。

## 形態・生態
常緑低木。樹高は無霜地帯の露地で栽培すると3メートル以上になる。
葉は多肉質の倒卵形で、葉身の長さは3 - 4センチメートル、明るい緑色に金属樣の光沢があり、葉縁は赤みを帯びて、特に秋から冬に鮮やかな色になる。また、葉に斑の入る種類もある。
株が成熟すると茎頂に集散花序を出し、白色から淡桃色の径1.2センチメートルほどの小花を多数つける。開花期は冬である。

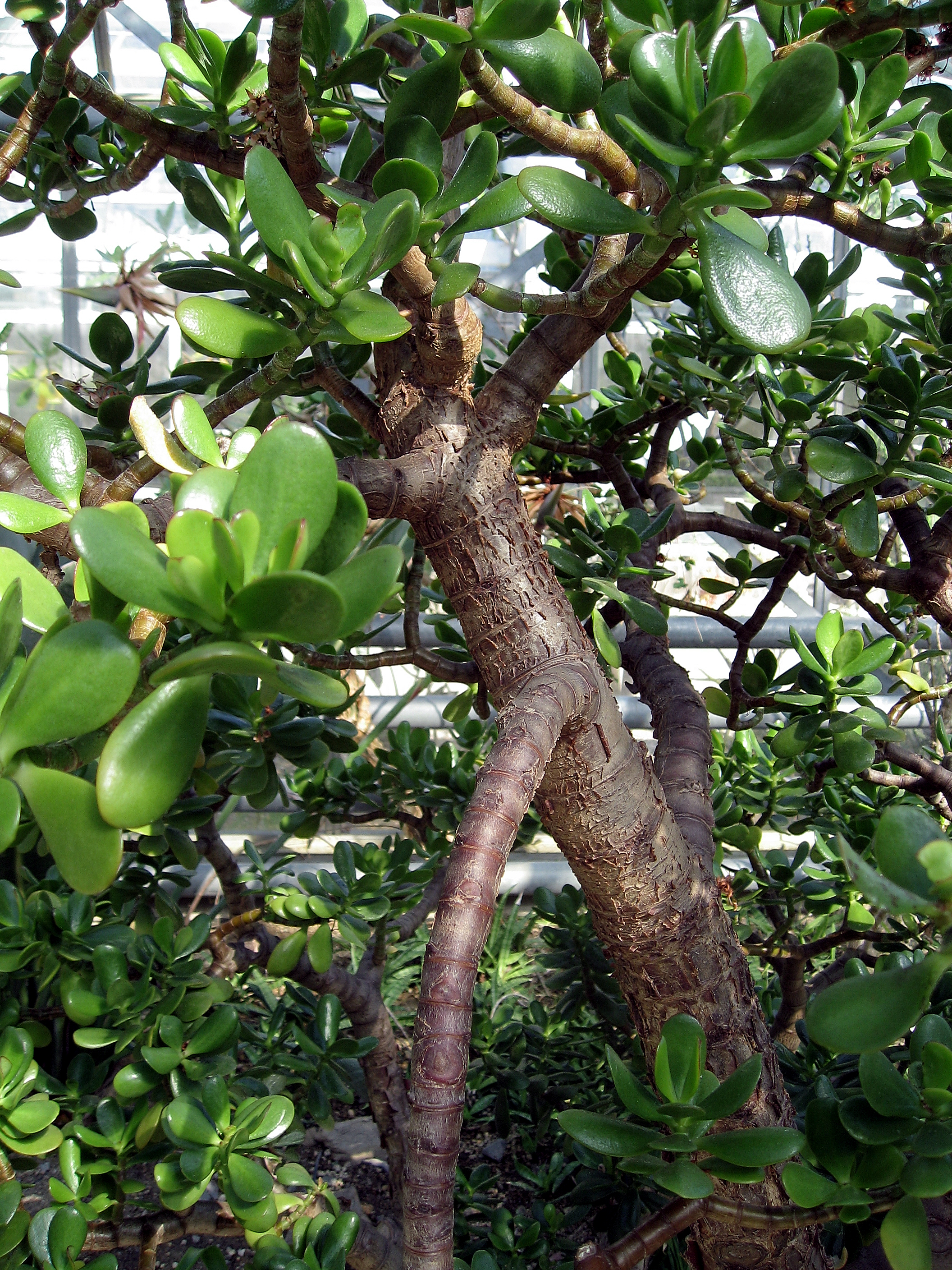
茎
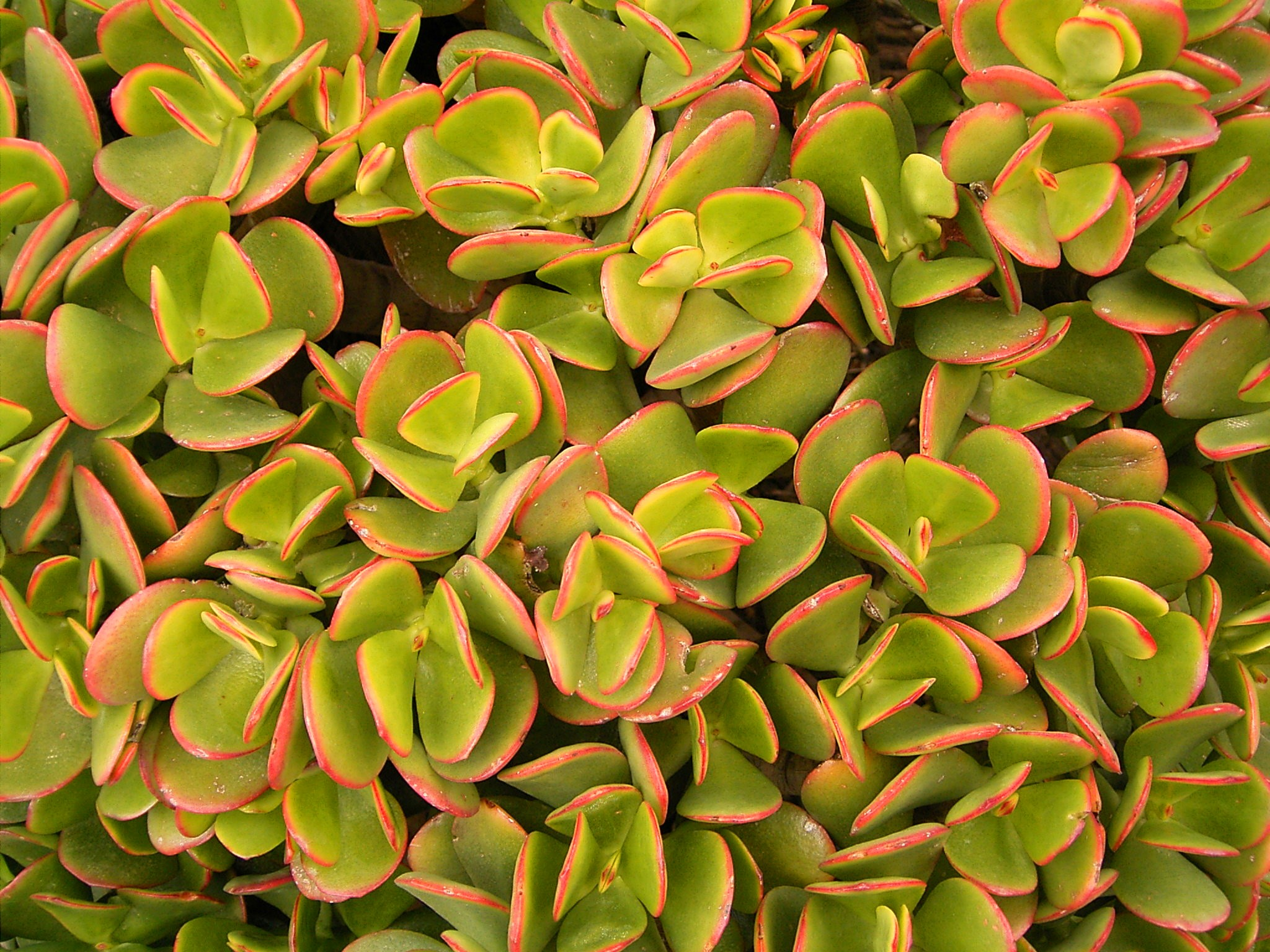
葉
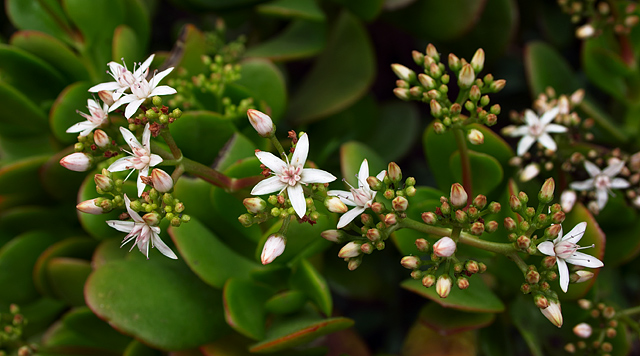
花

## 人間との関わり

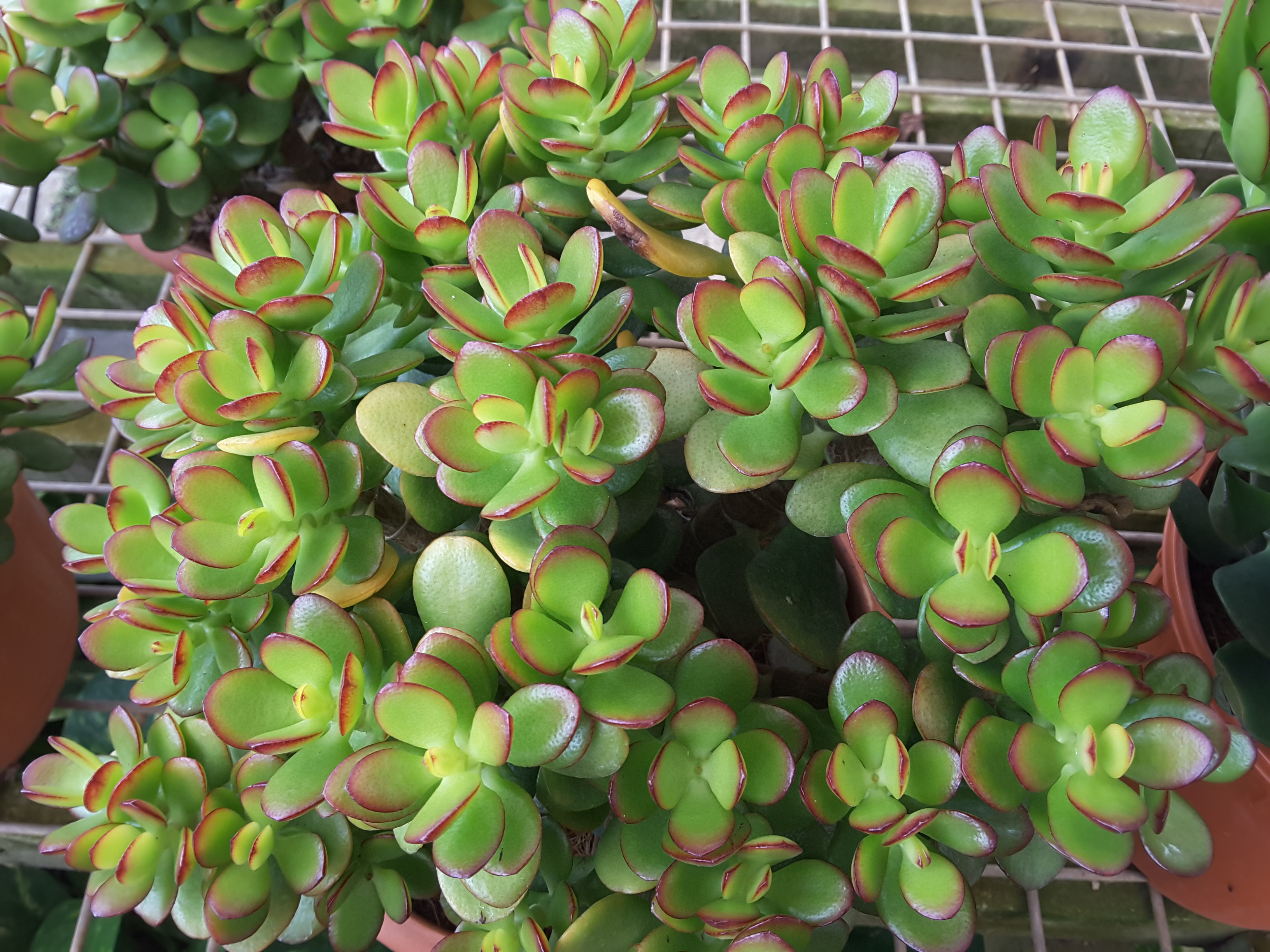
カネノナルキ

丈夫な観葉植物として知られる。水不足が続くと枝の節目からも根を生やすことがあるほか、枝からちぎれた1枚葉で、葉の付け根を有しないものも土に挿しておくと断面から不定根と不定芽を生やすほど再生能力が発達しているため、繁殖は挿し木で行われる。

## 品種
ヒメカゲツ
矮性品種。
オウゴンカゲツ（黄金花月）
斑入り品種で、通常は濃い緑色の葉が、名前のとおり黄色がかっている。
ゴーラム
葉の形成の生長点異常によりラッパ型に変化しているもの。
カゲツニシキ（花月錦）
斑入り葉の園芸品種。